# Shahrestān di Khorramshahr
Lo shahrestān di Khorramshahr (farsi شهرستان خرمشهر) è uno dei 26 shahrestān del Khūzestān, in Iran. Il capoluogo è Khorramshahr. Lo shahrestān è suddiviso in 2 circoscrizioni (bakhsh):
- Centrale (بخش مرکزی)
- Mino (بخش مینو); l'isola di Mino con la città di Minoshahr.